# Roberto Merhi
Roberto Merhi, född 22 mars 1991 i Castellón, Spanien, är en spansk racerförare.

## Racingkarriär
Merhi tävlade i Formula Renault 2.0 Italia under 2007. Han slutade då på en fjärdeplats. Under 2008 blev Merhi fyra i Formula Renault 2.0 Eurocup, och tvåa i Formula Renault 2.0 West European Cup. 2009 tävlade han i F3 Euroseries och slutade totalt sjua.

## F1-karriär
| Säsong              | Stall/Tillverkare   | Placering           | Lopp | Poäng | Etta | Tvåa | Trea | Pole | Varv |
| ------------------- | ------------------- | ------------------- | ---- | ----- | ---- | ---- | ---- | ---- | ---- |
| 2015                | Marussia-Ferrari    | 19                  | 14   | 0     | 0    | 0    | 0    | 0    | 0    |
| Sammanlagt 1 säsong | Sammanlagt 1 säsong | Sammanlagt 1 säsong | 14   | 0     | 0    | 0    | 0    | 0    | 0    |